# 'A frangesa
'A frangesa è una canzone in lingua napoletana, scritta e composta da Mario Pasquale Costa, pubblicata nel 1894.

## Storia
La canzone fu composta da Mario Pasquale Costa per la sciantosa Armand'Ary, la quale presentò il brano al Circo delle Varietà di Napoli il 12 luglio del 1894.

## Interpretazioni
- Anna Fougez
- Gina Lollobrigida (1955) [3]
- Carla Boni (1956) [4]
- Grazia Gresi (1958) [5]
- Miranda Martino (1963) [6]
- Maria Paris
- Angela Luce
- Roberto Murolo
- Tullio Pane
- Massimo Ranieri
- Dean Martin